# The Black Belles

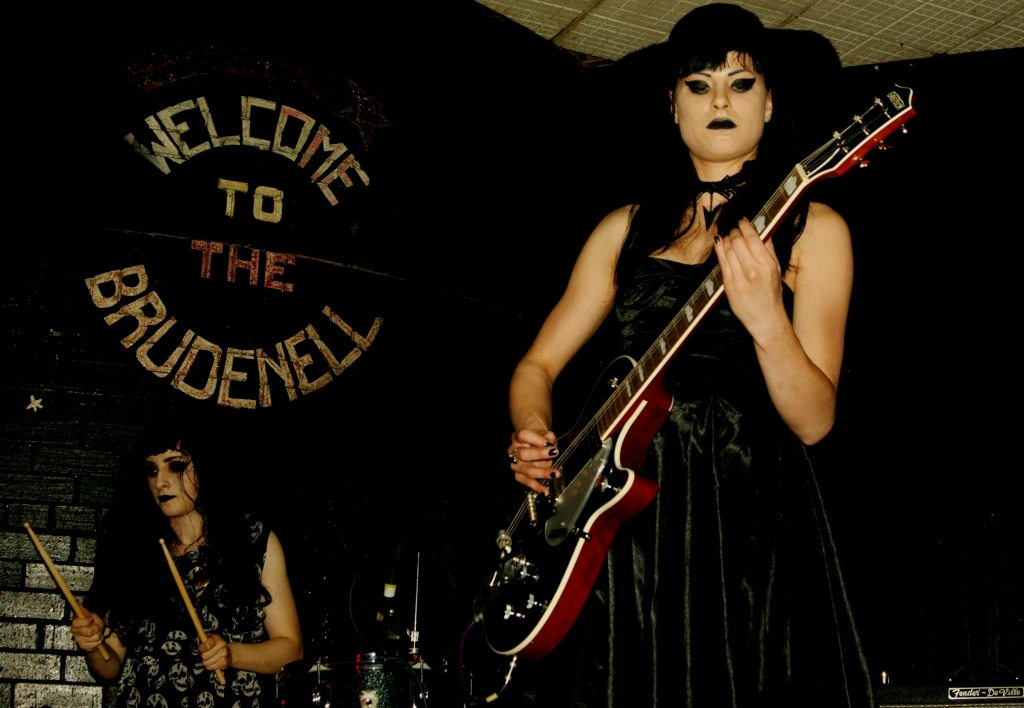
The Black Belles

The Black Belles (englisch für "Die schwarzen Schönheiten") ist ein Alternative-/Rock-/Gothic-All-Girl-Quartett aus Nashville. Die Band besteht aus Ruby Rogers (Bass), Olivia Jean (Gesang, Orgel, Gitarre), Shelby Lynne (Schlagzeug) und Lil' Boo (auch bekannt als Tina NoGood) (Synthesizer). Entdeckt wurden sie von Jack White, der ihnen kurz darauf einen Plattenvertrag bei Third Man Records anbot.

## Geschichte

### Gründung
Shelby Lynne wuchs in Kalifornien auf. Sie begann Schlagzeug zu spielen und lernte auf einer Mädchenschule Ruby Rogers und Olivia Jean kennen. Die Bassistin Ruby Rogers wurde schon früh wegen ihres auffälligen Erscheinens geächtet. Sie lernte schon früh sich selber zu beschäftigen und war eine Art Außenseiter. Ihre Familie unterstützte sie musikalisch schon seit ihrer Kindheit. Ruby Rogers entwickelte eine Vorliebe für frühen Rock n’ Roll, Film, Literatur, Comics, Zeichnungen und Fotografie. Die Sängerin und Gitarristin Olivia Jean aus Detroit begann ein Solo-Surf-Projekt mit dem Namen „Idée Fixe“. In Nashville, Tennessee lernte sie sie ihre späteren Bandmitglieder kennen, die ähnliche Interessen zu haben schienen. Als Lil' Boo zur Band dazu stieß, waren die Black Belles im Jahr 2009 komplett.

### Aufnahmen mit Third Man Records
Jack White (Produzent und Bandmitglied bei The White Stripes, The Dead Weather und The Raconteurs) entdeckte The Black Belles und erkannte ihr Potenzial. In den Aufnahmestudios von Third Man Records wurden kurz danach die Songs What Can I Do? und Lies aufgenommen. Die erste Single What Can I Do? erschien im Jahr 2010. Diese beiden Songs waren ihre ersten Veröffentlichungen, zu denen unter der Leitung von Jack White auch zwei Musikvideos gedreht wurden. Die Lieder sind nur als Single erhältlich und nicht wie üblicherweise auf dem gleichnamigen Album The Black Belles.
Eine weitere Single mit dem Titel Charlene II (I'm Over You) entstand in Zusammenarbeit mit Stephen Colbert. Am 8. November 2011 erschien ihr Debütalbum.
Die Band hatte nur mäßigen Erfolg mit Tourneen und 2012 wurde das Projekt auf Eis gelegt. Olivia Jean verfolgte ihre Karriere als Solokünstlerin weiter. 2014 veröffentlichte Jean ihr Soloalbum Bathtub Love Killings, ebenfalls bei Third Man Records.

## Stil
Ihre Musik ist durch Garage-Sound und Soul-Elemente der 1960er Jahre gekennzeichnet.
Helle Haut, Schwarzweißfotografie und ein allgemein mystisches Auftreten verleihen den Black Belles ein düsteres Image und einen besonderen Wiedererkennungswert. Ihre Markenzeichen sind schwarze Haare, schwarze Lippen und übergroße schwarze Hüte.

## Auftritte
Am 23. Juni 2011 erschienen The Black Belles in einer Episode von The Colbert Report, einer satirischen Sendung von Stephen Colbert. Dort traten sie als Backgroundsängerinnen für einen von Stephen Colbert geschriebenen Song auf, Charlene II.

## Musik in den Medien
Ihr Lied What I Can Do? wurde als Titellied für die Fernsehsendung Elvira's Movie Macabre, die Cassandra Peterson moderiert, verwendet.

## Diskografie

### Alben
- 2011: The Black Belles (Third Man Records)[12][13][14]

### Singles
- 2010: What Can I Do?
- 2011: Charlene II (I'm Over You)
- 2011: Honky Tonk Horror
- 2012: Wishing Well